# Susana (Händel)

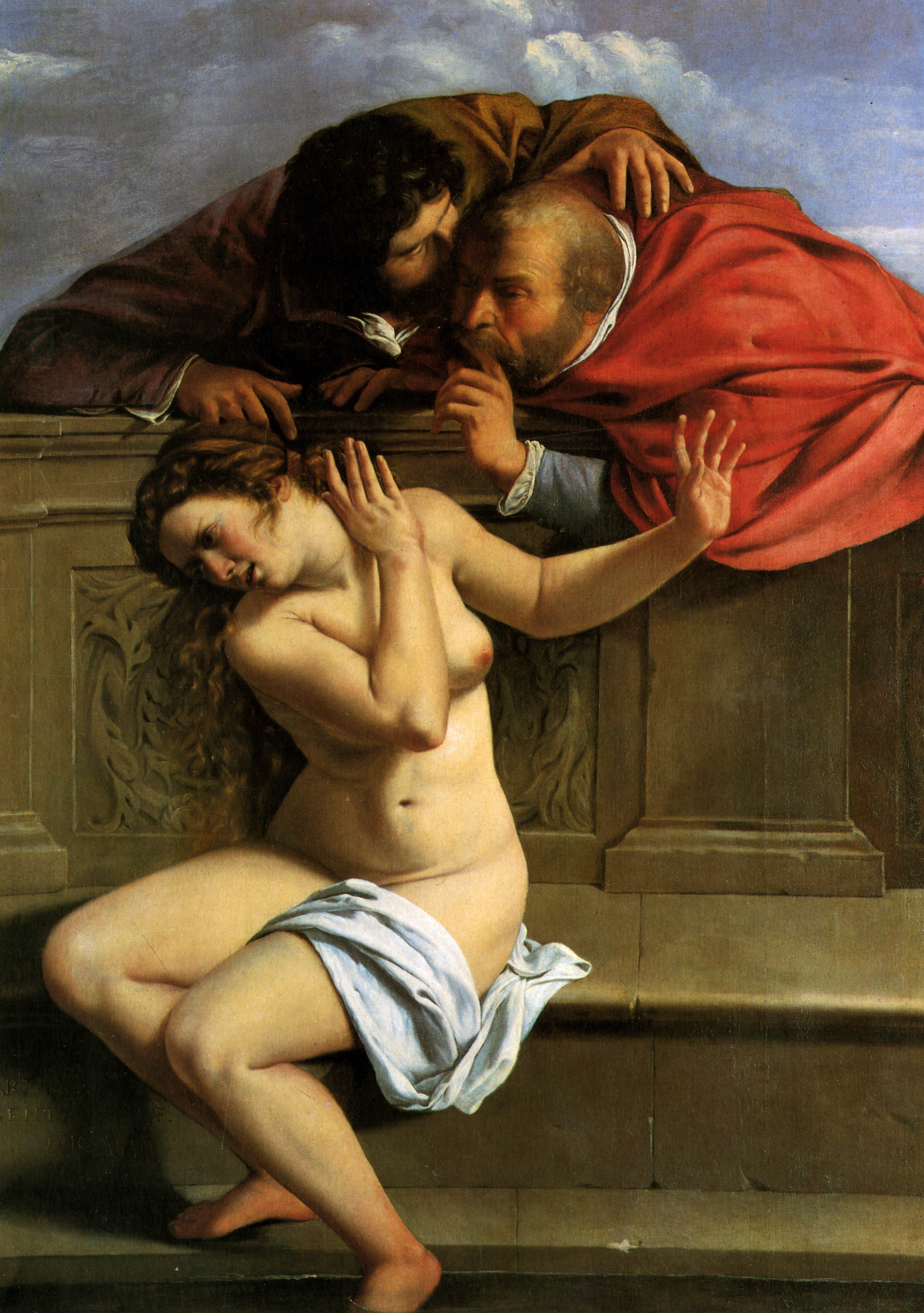
Susana y los ancianos (1610), de Artemisia Gentileschi. Esta pintura ilustra la historia bíblica de Susana, en la que está basado el oratorio de Händel. Representa a Susana acosada por dos ancianos mientras se baña, capturando la tensión y el dramatismo del relato.

Susana (título en inglés, Susanna) HWV 66 es un oratorio de Georg Friedrich Händel. El libreto, atribuido con dudas a Newburgh Hamilton, se basa en la historia apócrifa de Susana. Händel compuso la música en el verano de 1748 y estrenó la obra la siguiente temporada el 10 de febrero de 1749.

## Personajes
| Personaje          | Tesitura | Reparto de 1749                       |
| ------------------ | -------- | ------------------------------------- |
| Susanna            | soprano  | Giulia Frasi                          |
| Joacim, su esposo  | alto     | Caterina Galli                        |
| Chelsias, su padre | bajo     | Thomas Reinhold                       |
| Daniel             | soprano  |                                       |
| Primer anciano     | tenor    | Thomas Lowe                           |
| Segundo anciano    | bajo     | Thomas Reinhold                       |
| Juez               | bajo     |                                       |
| Un ayudante        | soprano  | Signora Sibilla (Pinto née Gronamann) |
| Coro de israelitas |          |                                       |
| Coro de babilonios |          |                                       |
| Coro               |          |                                       |

## Grabación
- (1989) Lorraine Hunt Lieberson (Susanna), Drew Minter[1] (Joacim), Jill Feldman (Daniel & Attendant), William Parker[2] (Chelsias & Juez), Jeffrey Thomas[3] (Primer anciano), David Thomas[4] (Segundo anciano); U. C. Coro de cámara Berkeley, Orquesta Barroca Philharmonia; Nicholas McGegan (dir.). Harmonia Mundi France HMU 907030.32